# سیارک ۴۷۹۵
سیارک ۴۷۹۵ (به انگلیسی: 4795 Kihara، نامگذاری:1989CB1) چهار هزار و هفتصد و نود و پنجمین سیارک کشف شده‌است که در ۷ فوریه ۱۹۸۹ کشف شد.
قدر مطلق سیارک برابر ۱۳٫۹۰ است.